# 3 främlingar
3 främlingar är en amerikansk film från 1946 i regi av Jean Negulesco efter manus av John Huston och Howard Koch.

## Handling
Tre främmande personer förlitar sig på en gammal legend om en kinesisk Kwan Yin-staty som de hoppas ska göra dem rika. De bestämmer sig för att tillsammans delta i ett hästlotteri. Kommer deras häst med i Grand National och vinner ska de dela på pengarna. 

## Rollista
- Sydney Greenstreet - Jerome K. Arbutny
- Geraldine Fitzgerald - Crystal Shackleford
- Peter Lorre - Johnny West
- Joan Lorring - Icey Crane
- Robert Shayne - Bertram Fallon
- Marjorie Riordan - Janet Elliott
- Arthur Shields - åklagare
- Rosalind Ivan - Rhea Belladon
- Peter Whitney - Timothy Delaney
- Alan Napier - David Shackleford